# Sthenurinae
Sous-famille
Genres de rang inférieur
- † Balbaroo
- † Hadronomas
- † Eosthenurus
- † Ganawamaya
- † Nambaroo
- † Procoptodon
- † Silvaroo
- † Simosthenurus
- † Sthenurus
- † Wururoo

Les Sthénurinés sont une sous-famille quasiment éteinte de mammifères de la famille des Macropodidés. Les genres de celle-ci, qui existaient au Pléistocène, y compris les plus grands macropodes, ont disparu.
Seule exception : le wallaby-lièvre rayé  (Lagostrophus fasciatus), qui est la seule espèce vivante du genre Lagostrophus.